# Alessio Besio
Alessio Besio (San Gallo, 18 marzo 2004) è un calciatore svizzero, attaccante del Friburgo II.

## Caratteristiche tecniche
Nel 2021, è stato inserito nella lista "Next Generation" dei sessanta migliori talenti nati nel 2004, redatta dal quotidiano inglese The Guardian.

## Carriera

### Club
Nato in Svizzera da una famiglia di origini spagnole, cresce calcisticamente nelle giovanili del San Gallo. Il 21 maggio 2021 ha esordito in prima squadra, nell'incontro di Super League vinto per 1-2 contro il Servette, dove ha realizzato la rete del temporaneo 0-2, rendendolo così il primo giocatore nato nel 2004 a segnare un gol nel campionato svizzero.

### Nazionale
Nel 2021 ha esordito con la nazionale svizzera Under-19; in seguito ha giocato anche in Under-20.

## Statistiche

### Presenze e reti nei club
Statistiche aggiornate al 23 luglio 2022.
| Stagione        | Squadra         | Campionato      | Campionato | Campionato | Coppe nazionali | Coppe nazionali | Coppe nazionali | Coppe continentali | Coppe continentali | Coppe continentali | Altre coppe | Altre coppe | Altre coppe | Totale | Totale |
| Stagione        | Squadra         | Comp            | Pres       | Reti       | Comp            | Pres            | Reti            | Comp               | Pres               | Reti               | Comp        | Pres        | Reti        | Pres   | Reti   |
| --------------- | --------------- | --------------- | ---------- | ---------- | --------------- | --------------- | --------------- | ------------------ | ------------------ | ------------------ | ----------- | ----------- | ----------- | ------ | ------ |
| 2020-2021       | San Gallo       | ASL             | 1          | 1          | CS              | 0               | 0               | UEL                | 0                  | 0                  |             | -           | -           | 1      | 1      |
| 2021-2022       | San Gallo       | ASL             | 29         | 1          | CS              | 5               | 1               |                    | -                  | -                  |             | -           | -           | 34     | 2      |
| 2022-2023       | San Gallo       | ASL             | 0          | 0          | CS              | 0               | 0               |                    | -                  | -                  |             | -           | -           | 0      | 0      |
| Totale carriera | Totale carriera | Totale carriera | 30         | 2          |                 | 5               | 1               |                    | 0                  | 0                  |             | -           | -           | 35     | 3      |